# Kazaki Nakagawa
Kazaki Nakagawa (født 3. juli 1995) er en japansk fodboldspiller, som spiller for den japanske fodboldklub FC Ryukyu.